# Simon Guggenheim
John Simon Guggenheim (Filadelfia, 30 de diciembre de 1867-Nueva York, 2 de noviembre de 1941) fue un hombre de negocios, filántropo y senador republicano estadounidense, de ascendencia askenazi.

## Datos biográficos
Fue hijo de Meyer Guggenheim y hermano menor de Daniel Guggenheim, Solomon R. Guggenheim y Benjamin Guggenheim, quien perdió la vida en el desastre del RMS Titanic. Vivió en Denver y representó a Colorado entre 1907 y 1913 en el Senado de los Estados Unidos por el Partido Republicano. De 1919 a 1941, fue presidente de la American Smelting and Refining Company.
Su esposa fue Olga Hirsh. Su hijo Simon Guggenheim murió en 1922, a los diecisiete años, debido a una mastoiditis. John Simon y su mujer crearon, en memoria de su hijo, la fundación John Simon Guggenheim Memorial Foundation, que concede la Beca Guggenheim.